# Puchar CEV siatkarek (1980/1981)
Puchar CEV siatkarek 1980/1981 – 1. sezon turnieju rozgrywanego od 1980 roku, organizowanego przez Europejską Konfederację Piłki Siatkowej (CEV) w ramach europejskich pucharów dla żeńskich klubowych zespołów siatkarskich "starego kontynentu".

## Drużyny uczestniczące
- 1. VC Wiesbaden
- Mobili Cesena
- Panathinaikos Ateny
- SV Lohhof

## Rozgrywki

### Turniej finałowy
Lohhof
Tabela
| Lp. | Drużyna              | Pkt | Mecze | Mecze | Mecze | Sety | Sety | Sety  |
| Lp. | Drużyna              | Pkt | M     | W     | P     | wyg. | prz. | ratio |
| --- | -------------------- | --- | ----- | ----- | ----- | ---- | ---- | ----- |
| 1   | SV Lohhof            | 6   | 3     | 3     | 0     | 9    | 1    | 9.000 |
| 2   | Mobili Cesena        | 5   | 3     | 2     | 1     | 0    | 0    | MAX   |
| 3   | VC Wiesbaden         | 4   | 3     | 1     | 2     | 0    | 0    | MAX   |
| 4   | Panathinaikos Athens | 3   | 3     | 0     | 3     | 0    | 0    | MAX   |

Wyniki'
| Data       | Drużyna 1     | Wynik | Drużyna 2           | Sety |
| ---------- | ------------- | ----- | ------------------- | ---- |
|            | SV Lohhof     | 3:0   | Panathinaikos Ateny |      |
|            | Mobili Cesena |       | VC Wiesbaden        |      |
|            |               |       |                     |      |
|            | Mobili Cesena |       | Panathinaikos Ateny |      |
|            | SV Lohhof     | 3:0   | VC Wiesbaden        |      |
|            |               |       |                     |      |
|            | VC Wiesbaden  |       | Panathinaikos Ateny |      |
| 15.02.1981 | SV Lohhof     | 3:1   | Mobili Cesena       |      |

## Klasyfikacja końcowa
| Miejsce | Drużyna             |
| ------- | ------------------- |
| złoto   | SV Lohhof           |
| srebro  | Mobili Cesena       |
| brąz    | 1. VC Wiesbaden     |
| 4.      | Panathinaikos Ateny |